# Shehbaz Sharif

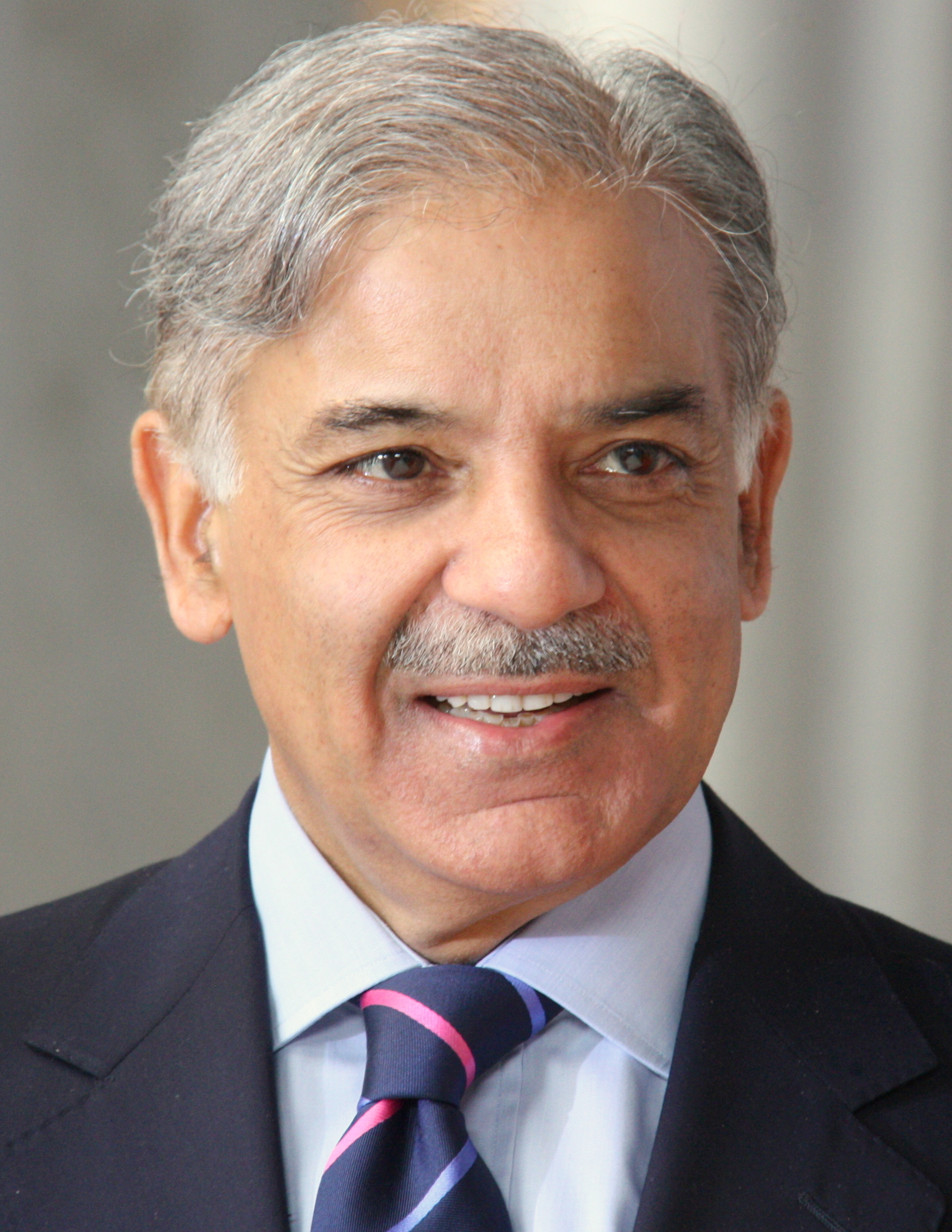
Shahbaz Sharif (2012)

Mian Muhammad Shehbaz Sharif (Urdu میاں محمد شہباز شریف; * 23. September 1951 in Lahore) ist ein pakistanischer Politiker der einflussreichen Sharif-Familie. Er war von 1997 bis 1999 und von 2008 bis 2018 Regierungschef der Provinz Punjab und vom 11. April 2022 bis zum 14. August 2023 Premierminister von Pakistan. Am 3. März 2024 wurde Sharif erneut zum Premierminister gewählt.

## Leben
Shehbaz Sharif ist Sohn des Industriellen Muhammad Sharif und der jüngere Bruder des Premierministers Nawaz Sharif. Er ist seit 2018 Präsident der Pakistani Muslim League-Nawaz (PML-N) und wurde am 2. Februar 1997 erstmals Chief Minister des Punjab. Dieses Amt bekleidete er zunächst für zweieinhalb Jahre bis zum 10. Oktober 1999.
Nachdem Nawaz Sharif als Premierminister durch General Pervez Musharraf in einem Militärputsch am 12. Oktober 1999 gestürzt wurde und ins Exil nach Saudi-Arabien ging, folgte ihm sein Bruder ins Exil. Am 3. August 2002 wurde er Nachfolger von Nawaz Sharif als Vorsitzender der PML-N, blieb jedoch mit seiner Familie weiterhin in Saudi-Arabien. Im Mai 2004 versuchte er nach Pakistan zurückzukehren. Doch wurde er bei seiner Landung auf dem Flughafen von Lahore verhaftet und nach Saudi-Arabien zurückgewiesen.
Im November 2007 kehrte er jedoch nach einem Spruch des Obersten Gerichts mit seinem Bruder nach Pakistan zurück. Nach den Wahlen im Punjab im Juni 2008 gelang ihm mit der PPP als Juniorpartner die Bildung einer Koalitionsregierung, so dass er am 8. Juni 2008 wiederum Chief Minister von Punjab wurde. Dabei handelte es sich um eine Umkehrung der Koalition mit der PPP in der Zentralregierung, in der mit Yousaf Raza Gilani von der PPP der Premierminister gestellt wird. Am 25. Februar 2009 wurde er durch eine Entscheidung des Obersten Gerichtshofs (Supreme Court of Pakistan) seines Amtes enthoben.
Durch einen Beschluss vom 31. März 2009 hob der Oberste Gerichtshof diese Entscheidung jedoch wieder auf, so dass Shahbaz Sharif am gleichen Tag sein Amt als Chief Minister des Punjab wieder antreten konnte,
das er bis zum 7. Juni 2018 innehatte. Am 5. Oktober 2018 wurde Shahbaz Sharif wegen Korruptionsvorwürfen festgenommen.
Am 11. April 2022 wurde Sharif zum Premierminister Pakistans gewählt. Der Wahl vorausgegangen war ein erfolgreiches Misstrauensvotum gegen den bisherigen Regierungschef Imran Khan, dem wirtschaftliches Missmanagement und eine verheerende Außenpolitik vorgeworfen wurde. Sharif gewann die Wahl mit 174 der 342 Parlamentssitze. Die Abstimmung wurde begleitet von Protesten, die von Khans PTI organisiert wurden.

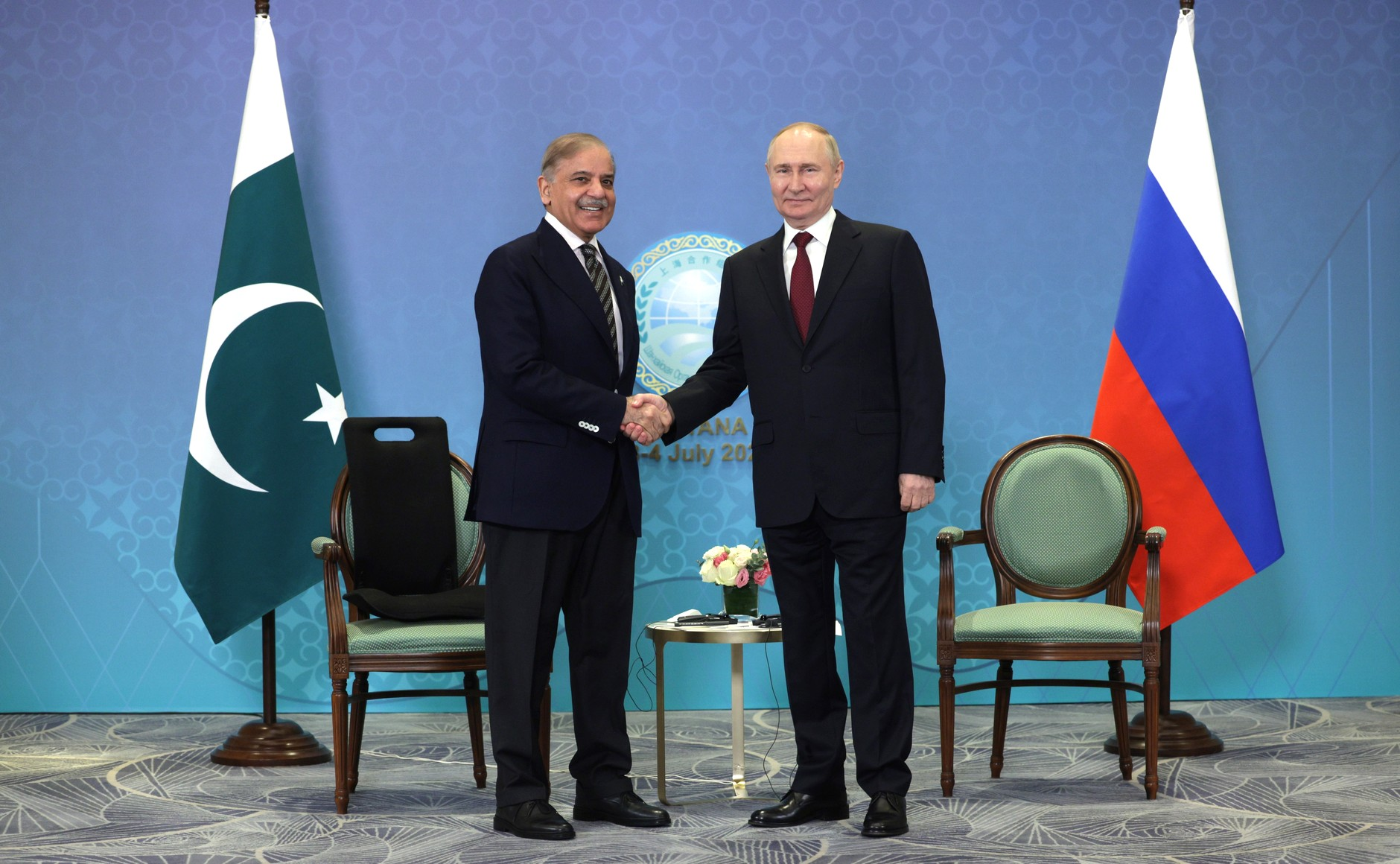
Shehbaz Sharif und Wladimir Putin (2024)

Ende August 2022 ereignete sich in seiner Zeit als Premierminister eine Überschwemmungskatastrophe in Pakistan. Im selben Monat stieg die Inflation auf 27,3 Prozent an, was in Pakistan zuletzt im Jahr 1975 der Fall war. Am 14. August 2023 trat er wie üblich von seinem Posten zurück um während der anstehenden Wahl einer Übergangsregierung den Weg zu bereiten.
Bei der Parlamentswahl in Pakistan 2024 erreichte die PML-N 80 Sitze und war damit stärkste anerkannte Partei im Parlament. Jedoch wurde zuvor die PTI nicht zur Wahl zugelassen, und deren Kandidaten traten als Unabhängige an. Insgesamt erzielten die Unabhängigen 110 Sitze, wobei ein großer Anteil davon der PTI nahestand. Daraufhin bildete die PML-N eine Koalition mit der rivalisierenden PPP und wählte Sharif erneut zum Premierminister.